# Amber Hearn
Amber Liarnie Rose Hearn, född 28 november 1984, är en fotbollsspelare från Nya Zeeland som spelar forward för den spanska klubben EDF Logroño och Nya Zeelands damlandslag. Hearn  gjorde sin internationella seniordebut i en match mot Australien den 18 februari 2004. 